# مقاطعة أليغاني (كارولاينا الشمالية)
مقاطعة أليغاني (بالإنجليزية: Alleghany County)‏ هي إحدى مقاطعات ولاية كارولاينا الشمالية في الولايات المتحدة الأمريكية. مركز المقاطعة أو مقعدها هي مدينة سبارتا. تأسست هذه المقاطعة سنة 1859.أصل هذه المقاطعة يأتي من: مقاطعة آش.

## أعلام
- ريد كوكس